# Oxyzetes pectiniger
Oxyzetes pectiniger är en kvalsterart som beskrevs av Balogh 1958. Oxyzetes pectiniger ingår i släktet Oxyzetes och familjen Microzetidae. Inga underarter finns listade i Catalogue of Life.